# Liste der Naturdenkmale in Seelitz
Die Liste der Naturdenkmale in Seelitz nennt die Naturdenkmale in Seelitz im sächsischen Landkreis Mittelsachsen.

## Definition
„Naturdenkmäler sind rechtsverbindlich festgesetzte Einzelschöpfungen der Natur oder entsprechende Flächen bis zu fünf Hektar, deren besonderer Schutz erforderlich ist
1. aus wissenschaftlichen, naturgeschichtlichen oder landeskundlichen Gründen oder
2. wegen ihrer Seltenheit, Eigenart oder Schönheit.“

„§ 18 – Naturdenkmäler – (zu § 28 BNatSchG)
(1) Die Erklärung nach § 22 Abs. 1 BNatSchG von Teilen von Natur und Landschaft als Naturdenkmal erfolgt durch Rechtsverordnung oder Einzelanordnung.
(2) Über § 28 Abs. 1 BNatSchG hinaus können Naturdenkmäler zur Sicherung von Lebensgemeinschaften oder Lebensstätten von im Bestand gefährdeten oder streng geschützten Arten festgesetzt werden.“

## Naturdenkmale
Link zu einem Kartenansichtstool, um Koordinaten zu setzen.
| Bild | Bezeichnung                    | Lage                                            | Beschreibung | Datum      | Nummer  |
| ---- | ------------------------------ | ----------------------------------------------- | ------------ | ---------- | ------- |
| BW   | Bauernwald bei Neu-Zschaagwitz | Neuzschaagwitz (51° 3′ 48,4″ N, 12° 52′ 0,7″ O) | FND          | 11.12.1997 | fg: 098 |